# Shanmuqiao (köpinghuvudort i Kina, Hunan Sheng, lat 29,54, long 110,93)
Shanmuqiao (kinesiska: 杉木桥, 杉木桥镇) är en köpinghuvudort i Kina. Den ligger i provinsen Hunan, i den södra delen av landet, omkring 250 kilometer nordväst om provinshuvudstaden Changsha. Antalet invånare är 16 388. Befolkningen består av 8 222 kvinnor och 8 166 män. Barn under 15 år utgör 18,0 %, vuxna 15-64 år 63 %, och äldre över 65 år 17,0 %.
Runt Shanmuqiao är det ganska tätbefolkat, med 166 invånare per kvadratkilometer. Närmaste större samhälle är Jiangya, 16,7 km väster om Shanmuqiao. I omgivningarna runt Shanmuqiao växer i huvudsak blandskog.
Genomsnittlig årsnederbörd är 1 766 millimeter. Den regnigaste månaden är maj, med i genomsnitt 286 mm nederbörd, och den torraste är december, med 22 mm nederbörd.